# Bernard Prince
Pour les articles homonymes, voir Prince.
Bernard Prince est le héros éponyme d’une série de bande dessinée d'aventure créée par Greg (scénario) et Hermann (dessin) en 1966, dans le Journal de Tintin. Dany a repris le dessin pour les tomes 14 et 15 puis laissé sa place à Aidans pour les tomes 16 et 17. Pour le dernier tome n°18, paru en 2010, Hermann reprend le dessin plus de trente ans après son dernier album de Bernard Prince, sur un scénario de Yves H.

## Synopsis
Bernard Prince est un ancien policier, membre d'Interpol, qui parcourt le monde à bord de son navire, le Cormoran, qui tient à la fois du yacht et du cargo. Il est accompagné dans ses aventures par un marin bourru, bagarreur et alcoolique, Barney Jordan, et un jeune enfant indien qui est devenu son pupille, Djinn (Il existe d'ailleurs au sujet des origines de Djinn une incohérence : présenté par Greg en 1966 comme un orphelin de Karachi, donc Pakistanais, il est par la suite présenté comme « un enfant perdu de Calcutta », donc Indien.). 

## Publication

### Genèse de la série
Hermann et Greg ont d'abord publié sept récits complets, de 4 à 6 pages chacun, dans le Journal de Tintin en 1966. Ces récits mettaient en scène le héros comme inspecteur d’Interpol, jusqu’à ce qu’il hérite d'un bateau, le Cormoran ; ce changement de cap de la série, du genre policier à celui de l'aventure, aurait été dicté par des raisons éditoriales, Le Journal de Tintin ayant déjà un détective avec le personnage de Ric Hochet.
Des récits à suivre sont parus ensuite, et ont été publiés en albums. Le hors-série Bernard Prince d’hier et d’aujourd'hui regroupe les premiers récits ainsi que des histoires courtes pré-publiées dans des Tintin « hors-série » (parfois scénarisées par Hermann lui-même, d'ailleurs).
Devenue une série d'aventures, ce sont les catastrophes naturelles et les endroits de la planète (très) inhospitaliers pour l'homme qui vont devenir la marque de fabrique de Bernard Prince, caractéristique unique dans le paysage de la bande dessinée européenne, à la demande expresse d'Hermann.
La série est clairement inspirée par celle de l'Épervier Bleu, créée par Sirius en 1942, puisque Eric, dit l'Épervier bleu, y est flanqué d'un acolyte roux dénommé Larsen et de Sheba, un enfant indien portant turban.

### Albums
1. Le Général Satan (1969).
Bernard Prince et Djinn font escale dans la république de Lokanga, en Afrique centrale. Le Cormoran est affrété par une charmante blonde au look de cow-girl, Burma Diego, pour remonter un fleuve sauvage jusqu'à l'épave d'un avion tombé dans la jungle. Aidés par un matelot australien bourru et bagarreur, rencontré sur place, Barney Jordan, ils parviennent jusqu'à l'épave et commencent à transférer sa mystérieuse cargaison à bord du Cormoran. Mais les ennuis ne tardent pas à pleuvoir : un certain Bronzen se montre prêt à tout pour récupérer les caisses, les jolies blondes ne sont plus ce qu'elles étaient, et les guerriers Wadongos sont toujours aussi agressifs.
Dans ce même album, une seconde histoire complète narre les aventures du trio désormais constitué, Bernard Prince, Barney Jordan et Djinn, dans un pays asiatique non identifié. Le Cormoran est réquisitionné par le chef de la garnison locale, le major Li, pour aller ravitailler un fortin assiégé par un seigneur de la guerre impitoyable, Wang-Ho, surnommé « le général Satan ». Les requins ont la vie dure en mer de Chine...
2. Tonnerre sur Coronado (1969).
Une avarie de moteur oblige le Cormoran et son équipage à faire escale dans un petit pays d'Amérique centrale, le Coronado. Bernard Prince et ses amis y retrouvent l'affreux Kurt Bronzen qui a mis sur pied une milice privée pour exploiter et terroriser les populations locales. Ils vont se joindre aux rebelles du « Zapata » local, Emilio Guttierez et de son lieutenant, le très haut en couleur « El Lobo », pour prendre d'assaut le palais du gouverneur et mettre fin aux magouilles de l'ignoble Bronzen.
3. La Frontière de l’enfer (1970).
À peine débarqués à Lao-Todang, petit port minable du sud-est asiatique, Bernard Prince et Barney Jordan sont arrêtés pour vol et tentative de meurtre. C'est en fait un coup monté par leur vieil ennemi, Wang-Ho, le « général Satan », qui souhaite ainsi se venger d'eux. Ils sont envoyés au sinistre pénitencier de Suong-Bay, perdu au milieu des marais, où les détenus sont livrés au sadisme du directeur, l'infâme Igor Sarakelian, à la solde lui aussi de Wang-Ho. Avec l'aide de Djinn, qui a réussi à les suivre en cachette, Prince et Jordan s'évadent en compagnie de deux autres prisonniers. Mais pour atteindre la frontière, ils devront traverser le cœur des marais, infesté de milliards de moustiques.
4. Aventure à Manhattan (1971).
Cet album comporte deux histoires complètes : « Aventure à Manhattan » (37 planches) et « La Passagère » (8 planches).
  - « Aventure à Manhattan » :

Coup dur pour Bernard Prince : à peine arrivé à New-York, où il doit encaisser le paiement d'une cargaison, il assiste à l'arrestation de son client pour escroquerie, et le Cormoran est mis sous séquestre pour la durée de l'enquête. Pressé par le besoin, Prince doit accepter l'étrange proposition qui lui est transmise par des représentants du gouvernement de Boslavie : Barney Jordan va devoir prendre la place durant quelques heures du chef de la délégation boslave, Aloysus Gerdelsohn, dont il est opportunément, à quelques détails d'éducation et de caractère prêts, le sosie. Pendant que Jordan promènera la presse et les curieux, Gerdelsohn pourra négocier en toute discrétion un gros contrat pétrolier. Mais c'est sans compter un concurrent malhonnête et deux fouille-poubelles du Sunday Clarion. Bernard Prince, l'ancien flic d'Interpol, va devoir faire appel à quelques-uns de ses vieux copains de prison.
  - « La Passagère » :

Alors que le Cormoran fait escale dans un archipel du Pacifique, Bernard Prince et son équipage se voient sommés par la jeune héritière d'un milliardaire américain de la conduire à Honolulu... Prince se met en devoir de démontrer à l'arrogante Jennifer Moran que l'argent ne peut pas tout acheter.
5. Oasis en flammes (1972).
A Ahmaralkech, « la cité des 7 portes », quelque part dans le Maghreb, aux portes du désert, Bernard Prince accepte de transporter, pour le compte d'une ONG, des vivres et des médicaments destinés à des réfugiés victimes d'une guerre civile. Avec pour seule aide un chameau nommé Dada et un vieux side-car, Prince, Jordan et Djinn vont devoir affronter les embûches du désert, les pillards prêts à tout du redoutable Rahad Sadji, et tenter d'échapper aux pièges mortels du redoutable défilé des « sables hurlants ».
6. La Loi de l’ouragan (1973).
A Tago-Tago, une île paradisiaque des mers du Sud, Barney Jordan retrouve par hasard son ami « El Lobo », le colosse borgne rencontré au cours d'une aventure précédente. Invité à bord du Cormoran, El Lobo explique qu'il compte prendre possession d'une pêcherie de perles qu'il a gagnée au poker. Bien sûr, tout n'est pas si simple : il y a Teddy et Crystal, les deux autres associés de l'affaire qui n'entendent pas se laisser dépouiller, et Lallotuo, le chef indigène jaloux de son autorité, et puis surtout, il y a cette murène géante qui hante les fonds marins...
7. La Fournaise des damnés (1974).
Un gigantesque incendie de forêt ravage une péninsule canadienne, acculant à la mer et à une mort certaine quelques centaines de survivants fuyant les flammes. Le Cormoran, barré par Barney Jordan, se glisse entre les redoutables récifs des « Dents de Neptune » pour récupérer les rescapés avant qu'ils ne soient rejoints par l'incendie. De son côté, Bernard Prince doit traverser le mur de flammes pour prévenir quelques survivants égarés. Le Cormoran y gagnera quelques éraflures et une nouvelle mascotte, nommée « Boule de poils ».
8. La Flamme verte du conquistador (1974).
Le Cormoran remonte le cours du Marayali, quelque part aux confins du Venezuela et de la Colombie, jusqu'à Tierra del Guaquero, une vaste plantation de café, domaine des Morel depuis trois générations. Bernard Prince et son équipage tombent en plein psychodrame familial : le clan Morel se déchire, et les jeunes générations sont plus attirées par le mirage des « pierres vertes », cette mine d'émeraudes légendaire de la montagne, dont un ancien conquistador aurait laissé une carte. Il y a aussi l'affreux Tuxedo, bandit en smoking mité, prêt à tout pour prélever sa part de bénéfice sur la récolte du café, y compris à faire sauter le Cormoran. Une fois de plus, Prince, Jordan et Djinn sont embarqués dans l'aventure : ils vont devoir braver les pièges du fleuve et ceux de la sierra pour tenter de ramener les Morel dissidents au bercail. L'indestructible Jordan lui-même passera bien près de la folie dans l'implacable « disque des aveugles »...
9. Guérilla pour un fantôme (1975).
Alors que le Cormoran croise dans les eaux du Monteguana, Bernard Prince, Barney Jordan et Djinn assistent à l'explosion du yacht du président en exercice, Juan Enrique Valadero, lequel survit miraculeusement à la catastrophe ainsi que ses deux gardes du corps armés. Recueilli par le Cormoran, Valadero comprend rapidement qu'il a en fait été la cible d'un attentat et qu'un coup d'état orchestré par le général Mendoza est en cours au Monteguana. Il réquisitionne alors le Cormoran et son équipage, afin de tenter de rejoindre la capitale Castillo Blanco par le fleuve qui traverse la jungle inhospitalière du Monteguana.
10. Le Souffle de Moloch (1976).
Le Cormoran relâche dans le port de Singapour, sous la surveillance débonnaire de Barney Jordan, resté en faction tandis que Bernard Prince et Djinn sont descendus à terre. C'est alors qu'un malfrat local, Johnny « Hotshot » Lombardi, monte à bord accompagné de ses deux sbires « Ho » et « Do ». Ceux-ci font passer Jordan par-dessus bord, prennent les commandes du Cormoran et appareillent pour rejoindre un autre bateau en mer. L'intervention d'un hélicoptère de la police et le manque de carburant les contraignent à mettre le cap sur Korgka, une petite île volcanique. Mais ce n'est pas le volcan de l'île, sur le point d'entrer en éruption, que les pirates du Cormoran doivent le plus redouter...
11. La Forteresse des brumes (1977).
Arrivé dans un petit port asiatique proche de Hong Kong pour prendre livraison d'une cargaison, le Cormoran se retrouve immobilisé à la suite d'un sabotage. Bernard Prince est arrêté par des policiers locaux et introduit dans une demeure somptueuse où il est reçu par son vieil ennemi Wang-Ho, alias le « Général Satan ». Ce dernier lui apprend que sa fille Song-Shy est séquestrée par un bandit nommé Moukh-le-Mandchou, lequel exige une rançon sous la forme d'un sac rempli de diamants. Or, « Satan » ne peut faire confiance à personne dans son entourage pour cette livraison un peu particulière, et ce sont donc Prince et Jordan qui vont devoir s'en charger à leur corps défendant...
12. Objectif Cormoran (1978)[4].
Le Cormoran est de passage à proximité de l'endroit surnommé « la Côte des Milliardaires ». Un canot remorquant une affriolante skieuse nautique passe à proximité et s'immobilise un peu plus loin, apparemment victime d'une avarie de moteur. Barney Jordan et Djinn décident de porter assistance à la skieuse en allant la récupérer en dinghy, ainsi que les deux occupants du canot. Sitôt amené à bord, le trio exhibe des armes et se rend maître du Cormoran, qu'il compte utiliser comme base flottante pour attenter à la vie d'un nommé Sebastian, occupant d'une villa sur la côte...
13. Le Port des fous (1978).
Bernard Prince, Barney Jordan et Djinn prennent leurs dispositions en attendant que le Cormoran II sorte du chantier naval où il est en construction. Djinn rejoint le collège où il doit passer l'hiver, tandis que Prince et Jordan acceptent une mission pour le compte de leur nouvel armateur : en compagnie d'un policier et d'un médecin, ils doivent rejoindre en hydravion la Mary-Novembre, un cargo immobilisé dans une zone du Grand Nord, et dont l'équipage n'a plus donné signe de vie. Une fois sur place, ils devront porter assistance aux hommes du navire, et tenter de le ramener à bon port avant que les voies navigables soient obstruées par les glaces. Mais ils ne sont pas les seuls à s'intéresser à la Mary-Novembre...
14. Le Piège aux 100 000 dards (1980).
Le cargo Congo, sur lequel Bernard Prince et Barney Jordan ont accepté un contrat de navigation, est immobilisé par les autorités à Lombashi, la capitale d'un pays africain, en raison de la révolte des tribus Wadongo. À quelques centaines de kilomètres, sur le site minier de la Lokanga Copper Mining Co., c'est l'enfer pour les employés de la firme qui voient la vie de leurs familles menacée par des hordes de rebelles armés et drogués jusqu'aux yeux. L'un d'eux réussit à prendre l'air à bord d'un petit avion, en compagnie de deux femmes et de deux jeunes enfants. Mais il est contraint de se poser en catastrophe dans une zone où la végétation est un danger mortel pour l'homme. Le salut du petit groupe ne tient plus qu'à l'intervention de Prince et de Jordan, qui a survécu dans le passé à la région et à ses pièges.
Cet album comporte aussi un court récit intitulé Le Nyctalope : dans une ville portuaire du Moyen-Orient, Prince et Jordan retrouvent Foggarty dit « le Fog », un ancien voleur auquel Prince a eu affaire par le passé lorsqu'il travaillait pour Interpol, et qui a perdu la vue une douzaine d'années auparavant. Foggarty s'est alors acheté une conduite, et a ouvert un bar avec l'aide de Prince et de ses collègues policiers...
15. Orage sur le Cormoran (1989)
Cet album rassemble trois aventures complètes de Bernard Prince et ses amis.
Dans Adieu à la reine, l'équipage du défunt Cormoran doit acheminer en secret 600 kilos d'or vers l'île de Taï-Nan, dans le golfe du Bengale. À bord d'un vieux cargo, la reine de Bhutan, Prince et Jordan affrontent les pirates birmans de Philéas Khan, un déserteur de l'armée britannique qui a viré au chef de bande sanguinaire.
À chacun son goût : comment, en villégiature dans une île paradisiaque du Pacifique, Barney Jordan, qui souhaitait partir à la rencontre des coutumes authentiques des peuples des mers du sud, faillit finir sous la dent d'une secte de cannibales.
Le retour du Cormoran : Bernard Prince, Barney Jordan et Djinn prennent possession du Cormoran II, un bijou high-tech bardé d'électronique. Mais l'île isolée du Pacifique où ils doivent terminer les derniers essais pourrait bien se transformer en piège mortel, car c'est justement là que sont venus se terrer Big Franckie Ruggiero, le caïd de la pègre, et sa bande de malfrats.
16. La Dynamitera (1992)
Embarqués à bord du cargo Flora Verde en attendant de prendre livraison de leur nouveau Cormoran, Bernard Prince, Barney Jordan et Djinn se voient contraints de faire escale de manière imprévue au Monteguana, une petite république bananière d'Amérique centrale fameuse pour ses caïds de la drogue et son président-dictateur. Très vite, ils se retrouvent plongés en pleine révolution, et Jordan, bien malgré lui, doit se glisser dans le rôle dangereux du « Libertador ». Mais le Monteguana est plein de surprises, et Barney voit aussi surgir des fantômes venus d'un lointain passé, sous la forme de la volcanique Maria-Dolorès, qui se présente comme la « señora Jordan », et de sa fille, une jeune furie rousse qui a pris la tête des révolutionnaires et se fait appeler « la dynamitera ».
17. Le Poison vert (1999)[5]
Bernard Prince, Barney Jordan et Djinn étrennent le tout nouveau Cormoran III, fraîchement sorti du chantier naval : du classique à l'extérieur, de l'ultra moderne à l'intérieur. Pour tester leur nouvel outil, ils remontent le cours du rio de Los Olvidados, aux confins de l'Amazonie, et font escale à Torre Perdida, un repaire de malfaisants dirigé par le très douteux Basil Trakapoulos, surnommé « le huileux ». Sous la menace d'une bombe-ventouse fixée sous la coque de leur navire, ils sont contraints par un couple de crapules, Flynn et Hannah « viva la muerte », de travailler dans une mine clandestine qui exploite une mystérieuse poudre verte radio-active. Mais Prince et ses amis ont de la ressource, et le vieil Oscar, le doyen des crocos mangeurs d'hommes du rio, a encore de l'appétit.
18. Menace sur le fleuve (2010)  
Six ans après leur dernière aventure, revoilà nos aventuriers... Et l'action vient tambouriner à la porte du Cormoran. En effet, quoi de mieux, à l'heure de ce nouveau départ, que de régler les vieux comptes en suspens ? C'est ce que s'est dit un vieil adversaire de l'ancien policier, qui a fait kidnapper Djinn (devenu un solide adolescent), pour mieux attirer Bernard Prince et Barney Jordan dans ses griffes. Heureusement, le passé de nos héros ne renferme pas que des ennemis, tant s'en faut...

- Hors-série : Bernard Prince d’hier et d’aujourd'hui (1980).
Cet album s'ouvre sur un texte sorti de la plume de Barney Jordan lui-même (et de celle de Greg, « pour copie conforme »). Intitulée « Il y a deux Bernard Prince », cette préface raconte la première rencontre de Barney Jordan avec Prince et Djinn, et fait un portrait psychologique de Prince. Puis l'album rassemble une série de courtes histoires dessinées[6] :
  1. Billet surprise (scénario d'Hermann supervisé par Greg)
  2. Simple Routine (scénario d'Hermann supervisé par Greg)
  3. Opération « jeunes mariés » (scénario d'Hermann supervisé par Greg)
  4. « Spécialité maison » (scénario d'Hermann supervisé par Greg)
  5. Le Troisième Témoin (scénario d'Hermann supervisé par Greg)
  6. Une lanterne pour un petit Poucet (scénario attribué, selon les éditions, à Cheradic ou à Chaberic, alias un certain Bernard Richard[7])
  7. L'Évasion du Cormoran (scénario de Greg)
  8. Les Victimes (scénario de Greg)
  9. La Passagère (scénario de Greg)
  10. Barney voit rouge (scénario d'Hermann)
  11. Djinn a disparu ! (scénario d'Hermann)
  12. L'Otage (scénario de Greg)

### Éditeurs
- Éditions du Lombard : tomes 1 à 15 et hors-série (première édition des tomes 1 à 15 et du HS)
- Le Lombard : tomes 1 à 15 (rééditions), 17-18 et hors-série (première édition des tomes 17 et 18). Les rééditions ont de nouvelles couvertures dessinées par Hermann.
- Blanco : tome 16, première édition.